# Azapetine
Azapetine là một thuốc giãn mạch.